# 《塞尔玛》获奖名单
《塞尔玛》是阿娃·杜威内执导的2014年美国历史剧情片，迪·加德纳、杰瑞米·克莱纳、克里斯蒂安·科尔森、奥普拉·温芙瑞制片，保罗·韦布编剧。电影取材塞尔玛至蒙哥马利游行前后及美国颁布1965年选举权法在全国范围禁止投票种族歧视的史实，大衛·奧伊羅饰演民权活动家马丁·路德·金，湯姆·威爾金森扮演美国总统林登·约翰逊，蒂姆·罗斯出演亚拉巴马州州长乔治·华莱士。卡門·艾喬格、迪倫·貝克、溫德爾·皮爾斯、科曼、奥普拉·温弗瑞诠释配角。
电影2014年11月11日在洛杉矶举办的美国电影学会电影节首映，派拉蒙影業安排影片同年12月25日开始限量放映，次年1月9日扩大到2100多家电影院，最后以两千万美元预算取得近六千七百万全球票房。评论汇总网站爛番茄共收集本片313篇评论，认可度高达九成九。本片获众多荣誉肯定，导演、奥伊罗的演出、約翰·傳奇与科曼合创的歌曲《Glory》尤得赞誉。《塞尔玛》获第87届奥斯卡最佳影片奖提名，是首部获该奖项提名的黑人女导演作品，《Glory》还拿下最佳原创歌曲奖。本片获第72屆金球獎四项入围，《Glory》拿下最佳原创歌曲奖，德约列是首位提名金球獎最佳導演的黑人女子。
《塞尔玛》是第46届有色人种进步协会形象奖最大赢家，夺得最佳电影男主角（奥伊罗）、最佳电影导演（德约列）、最佳电影男配角（科曼）、最佳电影女配角（艾乔戈）奖。电影与《亲爱的白人们》在2015年黑卷轴奖角逐均以十项入围领跑，最后拿下最佳影片、男主角（奥伊罗）、导演（德约列）、等八项大奖。美国电影学会把本片选入年度十大佳片。

## 荣誉
| 机构                    | 颁奖日期       | 奖项                          | 提名人                                                     | 结果 | 参考                 |
| ----------------------- | -------------- | ----------------------------- | ---------------------------------------------------------- | ---- | -------------------- |
| 奥斯卡金像奖            | 2015年2月22日  | 最佳影片                      | 迪·加德纳、杰瑞米·克莱纳、克里斯蒂安·科尔森、奥普拉·温芙瑞 | 提名 | [ 10 ]               |
| 奥斯卡金像奖            | 2015年2月22日  | 最佳原创歌曲                  | 約翰·傳奇、科曼：《Glory》                                 | 獲獎 | [ 10 ]               |
| 非洲裔美國影評人協會    | 2014年12月8日  | 2014年十大佳片                | 《塞尔玛》                                                 | 第一 | [ 11 ]               |
| 非洲裔美國影評人協會    | 2014年12月8日  | 最佳导演                      | 阿娃·杜威内                                                | 獲獎 | [ 11 ]               |
| 非洲裔美國影評人協會    | 2014年12月8日  | 最佳男演员                    | 大衛·奧伊羅                                                | 獲獎 | [ 11 ]               |
| 非洲裔美國影評人協會    | 2014年12月8日  | 最佳音乐                      | 约翰·传奇、科曼：《Glory》                                 | 獲獎 | [ 11 ]               |
| 女性电影记者联盟        | 2015年1月12日  | 最佳影片                      | 《塞尔玛》                                                 | 提名 | [ 12 ] [ 13 ]        |
| 女性电影记者联盟        | 2015年1月12日  | 最佳导演                      | 艾娃·德约列                                                | 提名 | [ 12 ] [ 13 ]        |
| 女性电影记者联盟        | 2015年1月12日  | 最佳女导演                    | 艾娃·德约列                                                | 獲獎 | [ 12 ] [ 13 ]        |
| 美国电影学会            | 2014年12月9日  | 年度十大佳片                  | 《塞尔玛》                                                 | 獲獎 | [ 14 ]               |
| 黑人娱乐电视大奖        | 2015年6月28日  | 最佳合作                      | 约翰·传奇、科曼：《Glory》                                 | 獲獎 | [ 15 ]               |
| 黑人娱乐电视大奖        | 2015年6月28日  | 最佳电影                      | 《塞尔玛》                                                 | 獲獎 | [ 15 ]               |
| 黑卷轴奖                | 2015年2月19日  | 最佳影片                      | 《塞尔玛》                                                 | 獲獎 | [ 16 ] [ 17 ]        |
| 黑卷轴奖                | 2015年2月19日  | 最佳男主角                    | 大卫·奥伊罗                                                | 獲獎 | [ 16 ] [ 17 ]        |
| 黑卷轴奖                | 2015年2月19日  | 最佳男配角                    | 溫德爾·皮爾斯                                              | 獲獎 | [ 16 ] [ 17 ]        |
| 黑卷轴奖                | 2015年2月19日  | 最佳女配角                    | 卡門·艾喬格                                                | 獲獎 | [ 16 ] [ 17 ]        |
| 黑卷轴奖                | 2015年2月19日  | 最佳导演                      | 艾娃·德约列                                                | 獲獎 | [ 16 ] [ 17 ]        |
| 黑卷轴奖                | 2015年2月19日  | 最佳群体演出                  | 艾莎·科利                                                  | 獲獎 | [ 16 ] [ 17 ]        |
| 黑卷轴奖                | 2015年2月19日  | 最佳男演员突破演出            | 安德烈·荷蘭                                                | 提名 | [ 16 ] [ 17 ]        |
| 黑卷轴奖                | 2015年2月19日  | 最佳男演员突破演出            | 史蒂芬·詹姆士                                              | 提名 | [ 16 ] [ 17 ]        |
| 黑卷轴奖                | 2015年2月19日  | 最佳配乐                      | 贾森·莫兰                                                  | 獲獎 | [ 16 ] [ 17 ]        |
| 黑卷轴奖                | 2015年2月19日  | 最佳原创歌曲                  | 约翰·传奇、科曼：《Glory》                                 | 獲獎 | [ 16 ] [ 17 ]        |
| 美国选角工会            | 2015年1月22日  | 大成本剧情片类                | 艾莎·科利、罗宾·欧文                                       | 提名 | [ 18 ]               |
| 服装设计工会            | 2015年2月17日  | 最佳古装片服装设计            | 露丝·卡特                                                  | 提名 | [ 19 ]               |
| 评论家选择电影奖        | 2015年1月15日  | 最佳影片                      | 《塞尔玛》                                                 | 提名 | [ 20 ] [ 21 ]        |
| 评论家选择电影奖        | 2015年1月15日  | 最佳导演                      | 艾娃·德约列                                                | 提名 | [ 20 ] [ 21 ]        |
| 评论家选择电影奖        | 2015年1月15日  | 最佳男主角                    | 大卫·奥伊罗                                                | 提名 | [ 20 ] [ 21 ]        |
| 评论家选择电影奖        | 2015年1月15日  | 最佳群体演出                  | 《塞尔玛》                                                 | 提名 | [ 20 ] [ 21 ]        |
| 评论家选择电影奖        | 2015年1月15日  | 最佳插曲                      | 约翰·传奇、科曼：《Glory》                                 | 獲獎 | [ 20 ] [ 21 ]        |
| 达拉斯—沃斯堡影评人协会 | 2014年12月15日 | 年度十大佳片                  | 《塞尔玛》                                                 | 獲獎 | [ 22 ]               |
| 达拉斯—沃斯堡影评人协会 | 2014年12月15日 | 最佳导演                      | 艾娃·德约列                                                | 第五 | [ 22 ]               |
| 道林奖                  | 2015年1月20日  | 年度电影导演                  | 艾娃·德约列                                                | 獲獎 | [ 23 ]               |
| 金球獎                  | 2015年1月11日  | 最佳电影男主角（正剧类）      | 大卫·奥伊罗                                                | 提名 | [ 24 ] [ 25 ]        |
| 金球獎                  | 2015年1月11日  | 最佳导演                      | 艾娃·德约列                                                | 提名 | [ 24 ] [ 25 ]        |
| 金球獎                  | 2015年1月11日  | 最佳影片（正剧类）            | 迪·加德纳、杰瑞米·克莱纳、克里斯蒂安·科尔森、奥普拉·温弗瑞 | 提名 | [ 24 ] [ 25 ]        |
| 金球獎                  | 2015年1月11日  | 最佳原创歌曲                  | 约翰·传奇、科曼：《Glory》                                 | 獲獎 | [ 24 ] [ 25 ]        |
| 葛萊美獎                | 2016年2月18日  | 最佳视觉媒体配乐汇编          | 《塞尔玛》                                                 | 提名 | [ 26 ]               |
| 葛萊美獎                | 2016年2月18日  | 最佳视觉媒体歌曲              | 约翰·传奇、科曼：《Glory》                                 | 獲獎 | [ 26 ]               |
| 汉普顿国际电影节        | 2015年10月10日 | 《综艺》十大关注演员          | 泰莎·湯普森                                                | 獲獎 | [ 27 ]               |
| 休斯顿影评人协会        | 2015年1月12日  | 最佳影片                      | 《塞尔玛》                                                 | 提名 | [ 28 ]               |
| 休斯顿影评人协会        | 2015年1月12日  | 最佳原创歌曲                  | 约翰·传奇、科曼：《Glory》                                 | 提名 | [ 28 ]               |
| 獨立精神獎              | 2015年2月21日  | 最佳影片                      | 迪·加德纳、杰瑞米·克莱纳、克里斯蒂安·科尔森、奥普拉·温弗瑞 | 提名 | [ 29 ]               |
| 獨立精神獎              | 2015年2月21日  | 最佳导演                      | 艾娃·德约列                                                | 提名 | [ 29 ]               |
| 獨立精神獎              | 2015年2月21日  | 最佳男主角                    | 大卫·奥伊罗                                                | 提名 | [ 29 ]               |
| 獨立精神獎              | 2015年2月21日  | 最佳女配角                    | 卡门·艾乔戈                                                | 提名 | [ 29 ]               |
| 獨立精神獎              | 2015年2月21日  | 最佳摄影                      | 布拉福德·杨                                                | 提名 | [ 29 ]               |
| 洛杉磯影評人協會        | 2014年12月7日  | 新生代奖                      | 艾娃·德约列                                                | 獲獎 | [ 30 ]               |
| 电影音效剪辑工会        | 2015年2月15日  | 长片音乐音效剪辑              | 朱莉·皮尔斯、克林特·贝内特                                 | 提名 | [ 31 ]               |
| MTV影視大獎             | 2015年4月12日  | 年度电影                      | 《塞尔玛》                                                 | 提名 | [ 32 ]               |
| MTV影視大獎             | 2015年4月12日  | 突破演出                      | 大卫·奥伊罗                                                | 提名 | [ 32 ]               |
| 有色人种进步协会形象奖  | 2015年2月6日   | 最佳电影男主角                | 大卫·奥伊罗                                                | 獲獎 | [ 8 ] [ 33 ] [ 34 ]  |
| 有色人种进步协会形象奖  | 2015年2月6日   | 最佳电影导演                  | 艾娃·德约列                                                | 提名 | [ 8 ] [ 33 ] [ 34 ]  |
| 有色人种进步协会形象奖  | 2015年2月6日   | 最佳影片                      | 《塞尔玛》                                                 | 獲獎 | [ 8 ] [ 33 ] [ 34 ]  |
| 有色人种进步协会形象奖  | 2015年2月6日   | 最佳男配角                    | 安德烈·荷蘭                                                | 提名 | [ 8 ] [ 33 ] [ 34 ]  |
| 有色人种进步协会形象奖  | 2015年2月6日   | 最佳男配角                    | 科曼                                                       | 獲獎 | [ 8 ] [ 33 ] [ 34 ]  |
| 有色人种进步协会形象奖  | 2015年2月6日   | 最佳男配角                    | 溫德爾·皮爾斯                                              | 提名 | [ 8 ] [ 33 ] [ 34 ]  |
| 有色人种进步协会形象奖  | 2015年2月6日   | 最佳女配角                    | 卡门·艾乔戈                                                | 獲獎 | [ 8 ] [ 33 ] [ 34 ]  |
| 有色人种进步协会形象奖  | 2015年2月6日   | 最佳女配角                    | 奥普拉·温弗瑞                                              | 提名 | [ 8 ] [ 33 ] [ 34 ]  |
| 國家評論協會            | 2014年12月2日  | 表达自由奖                    | 《塞尔玛》                                                 | 獲獎 | [ 35 ]               |
| 纽约在线影评人协会      | 2014年12月7日  | 十大佳片                      | 《塞尔玛》                                                 | 獲獎 | [ 36 ]               |
| 在线影评人协会          | 2014年12月15日 | 最佳影片                      | 《塞尔玛》                                                 | 提名 | [ 37 ]               |
| 在线影评人协会          | 2014年12月15日 | 最佳导演                      | 艾娃·德约列                                                | 提名 | [ 37 ]               |
| 在线影评人协会          | 2014年12月15日 | 最佳原创剧本                  | 保罗·韦伯                                                  | 提名 | [ 37 ]               |
| 棕榈泉国际电影节        | 2015年1月3日   | 最佳叙事长片                  | 《塞尔玛》                                                 | 獲獎 | [ 38 ] [ 39 ] [ 40 ] |
| 棕榈泉国际电影节        | 2015年1月3日   | 突破演出奖                    | 大卫·奥伊罗                                                | 獲獎 | [ 38 ] [ 39 ] [ 40 ] |
| 棕榈泉国际电影节        | 2015年1月3日   | 《综艺》十大关注导演          | 艾娃·德约列                                                | 獲獎 | [ 38 ] [ 39 ] [ 40 ] |
| 聖地牙哥影評人協會      | 2014年12月15日 | 最佳影片                      | 《塞尔玛》                                                 | 提名 | [ 41 ]               |
| 聖地牙哥影評人協會      | 2014年12月15日 | 最佳群体演出                  | 《塞尔玛》                                                 | 提名 | [ 41 ]               |
| 圣芭芭拉国际电影节      | 2015年2月1日   | 大师奖                        | 大卫·奥伊罗                                                | 獲獎 | [ 42 ]               |
| 卫星奖                  | 2015年2月15日  | 最佳影片                      | 《塞尔玛》                                                 | 提名 | [ 43 ]               |
| 卫星奖                  | 2015年2月15日  | 最佳导演                      | 艾娃·德约列                                                | 提名 | [ 43 ]               |
| 卫星奖                  | 2015年2月15日  | 最佳男主角                    | 大卫·奥伊罗                                                | 提名 | [ 43 ]               |
| 卫星奖                  | 2015年2月15日  | 最佳原创剧本]]                | 保罗·韦伯                                                  | 提名 | [ 43 ]               |
| 圣路易斯影评人协会      | 2014年12月15日 | 最佳场景                      | “教堂爆炸”                                                 | 提名 | [ 44 ]               |
| 华盛顿特区影评人协会    | 2014年12月8日  | 最佳影片                      | 《塞尔玛》                                                 | 提名 | [ 45 ]               |
| 华盛顿特区影评人协会    | 2014年12月8日  | 最佳导演                      | 艾娃·德约列                                                | 提名 | [ 45 ]               |
| 华盛顿特区影评人协会    | 2014年12月8日  | 最佳男主角                    | 大卫·奥伊罗                                                | 提名 | [ 45 ]               |
| 华盛顿特区影评人协会    | 2014年12月8日  | 最佳群体演出                  | 《塞尔玛》                                                 | 提名 | [ 45 ]               |
| 华盛顿特区影评人协会    | 2014年12月8日  | 乔·巴伯奖哥伦比亚特区最佳写照 | 《塞尔玛》                                                 | 提名 | [ 45 ]               |
| 女影评人协会            | 2014年12月16日 | 最佳女人电影作品              | 《塞尔玛》                                                 | 獲獎 | [ 46 ]               |
| 女影评人协会            | 2014年12月16日 | 最佳女动作明星                | 奥普拉·温弗瑞                                              | 獲獎 | [ 46 ]               |